# 吉格梅辛格旺楚克國家公園
27°16′57.82″N 90°23′3.84″E / 27.2827278°N 90.3844000°E
吉格梅辛格旺楚克國家公園是不丹的國家公園，位於該國中部，成立於1995年，面積1,730平方公里，有喜馬拉雅小貓熊、雲豹、豹、豹貓、孟加拉虎、印度野牛、亞洲象、麝鹿、中華穿山甲、金葉猴等野生動物棲息。